# Decennalia

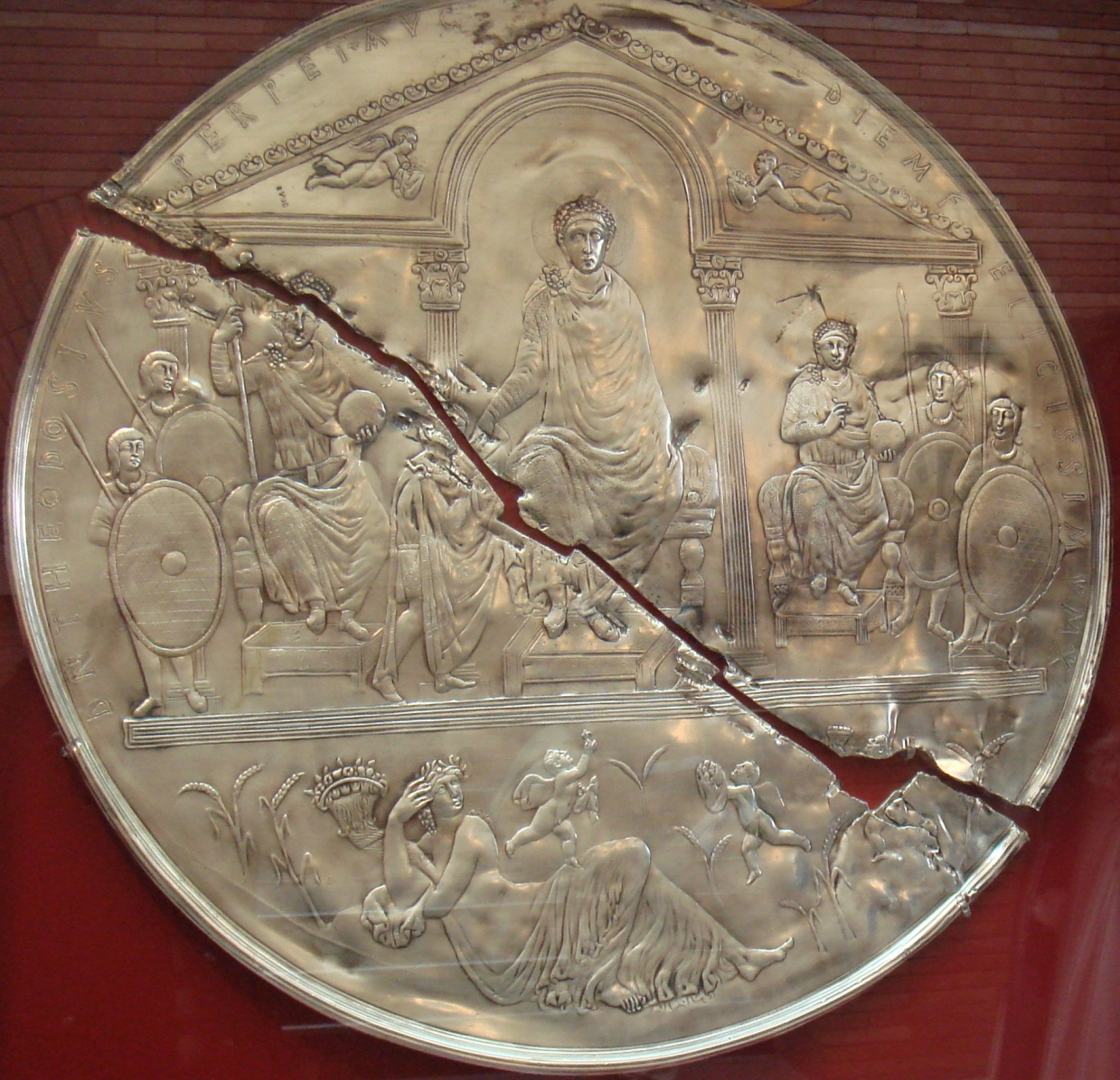
Missorio di Teodosio, donativo imperiale in occasione dei decennalia (o quindecennalia) di Teodosio I

I decennalia erano una celebrazione di dieci anni di regno di un imperatore romano, originatasi durante il regno di Augusto. I vicennalia si celebravano invece dopo 20 anni di regno, come però capitò solo a pochi imperatori (tra cui ricordiamo Augusto, Tiberio, Traiano, Adriano, Antonino Pio, Marco Aurelio, Diocleziano, Costantino I, Costanzo II).

## Storia
La celebrazione, che prevedeva l'organizzazione di giochi, ebbe origine nel 27 a.C.: Augusto, al quale erano stati offerti i poteri di imperatore, rifiutò di tenerli a vita e promise di lasciarli al termine di dieci anni. Alla scadenza di questo periodo, Augusto organizzò una celebrazione, i decennalia, durante la quale si dimise dalla carica; il popolo romano, durante la festa, offriva nuovamente i poteri ad Augusto, e così ogni dieci anni fino alla sua morte.
In seguito gli imperatori romani – tra cui Tiberio, Valeriano, Gallieno e Settimio Severo – continuarono a celebrare i decennalia, come se stessero rinnovando a cadenza di dieci anni un potere che in realtà avevano a vita. Questa la descrizione dei decennalia di Gallieno:
(Historia Augusta - Due Gallieni, 8.1-7.)
All'inizio del periodo di dieci anni, un imperatore pronunciava dei voti di buon governo; in occasione dei decennalia, il sovrano scioglieva i voti avveratisi (vota soluta) e ne pronunciava di nuovi (vota suscepta).
Nel 357 l'imperatore Costanzo II celebrò i propri vicennalia (venti anni di regno); in questa occasione fece la sua prima e unica visita a Roma.

## Iconografia

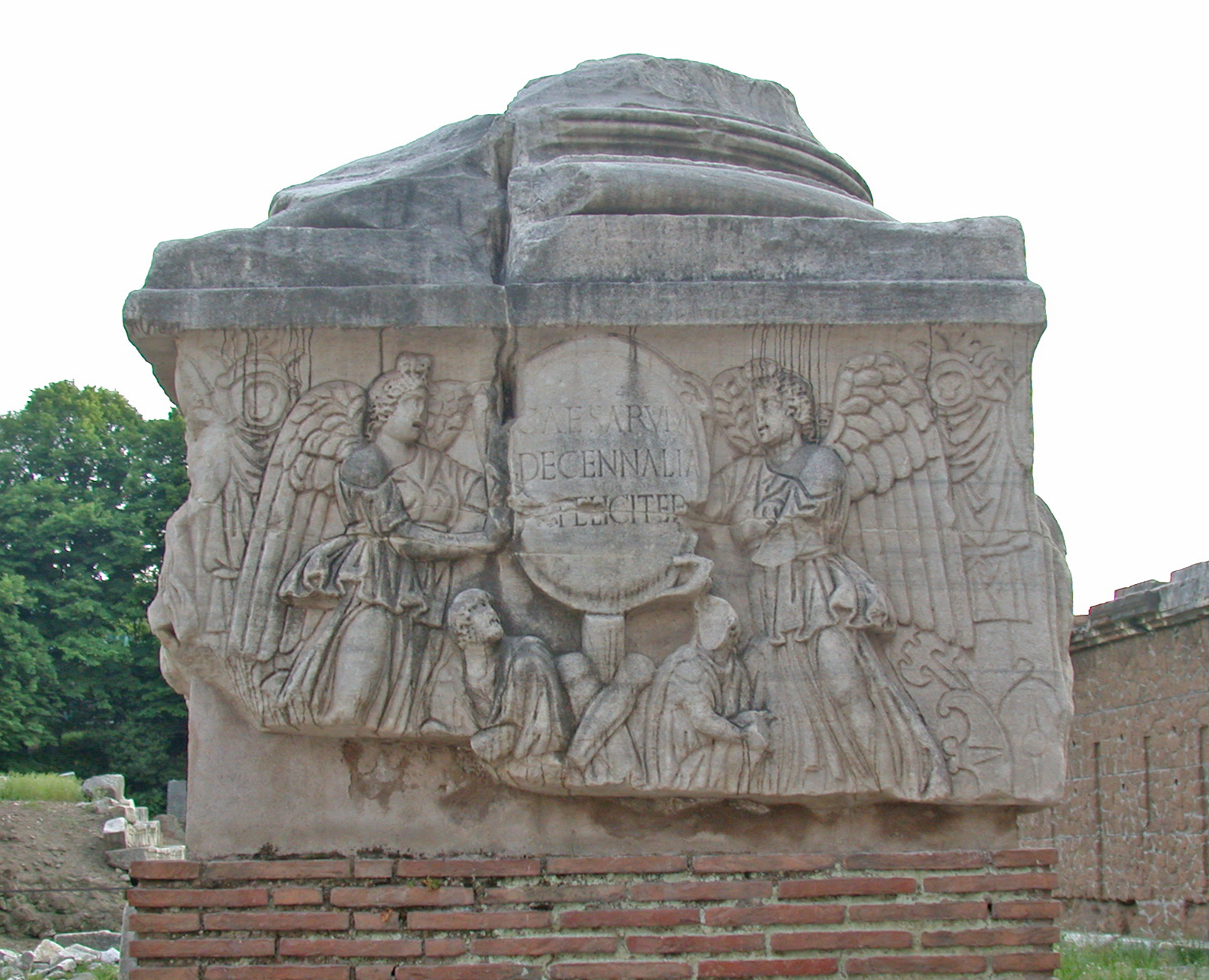
Base della colonna dei Decennalia nel Foro Romano a Roma

In occasione dello scioglimento dei voti per i decennalia, l'imperatore effettuava un sacrificio: questo era poi raffigurato nell'iconografia propagandistica, come sulle monete o sulla base della colonna dei Decennalia nel Foro Romano a Roma, dove uno dei lati raffigura una processione e l'altro la cerimonia del sacrificio, un suovetaurilia.
In occasione dei propri decennalia, Diocleziano fece costruire l'Arcus Novus, mentre Costantino I si vide dedicato dal Senato romano l'arco di Costantino a Roma.
Questi festeggiamenti erano l'occasione per gli imperatori di donare ai propri funzionari oggetti di grande valore, tipicamente in argento, come il missorio di Teodosio, donato dall'imperatore Teodosio I in occasione dei suoi dieci (o quindici) anni di regno.